# Solmaris lenticula
Solmaris lenticula is een hydroïdpoliep uit de familie Solmarisidae. De poliep komt uit het geslacht Solmaris. Solmaris lenticula werd in 1879 voor het eerst wetenschappelijk beschreven door Haeckel. 